# Canyon SRAM Racing/Saison 2016
Dieser Artikel listet die Mannschaft und die Erfolge des Radsportteams Canyon SRAM Racing in der Saison 2016 auf.

## Mannschaft
| Teamkader 2016           | Teamkader 2016     | Teamkader 2016         | Teamkader 2016                |
| Name                     | Geburtsdatum       | Land                   | Vorheriges Team               |
| ------------------------ | ------------------ | ---------------------- | ----------------------------- |
| Alena Amjaljussik        | 6. Februar 1989    | Belarus                | Astana BePink Womens (2014)   |
| Hannah Barnes            | 4. Mai 1993        | Vereinigtes Königreich | UnitedHealthcare (2015)       |
| Lisa Brennauer           | 8. Juni 1988       | Deutschland            | Hitec Products-UCK (2011)     |
| Elena Cecchini           | 25. Mai 1992       | Italien                | Lotto Soudal Ladies (2015)    |
| Tiffany Cromwell         | 6. Juli 1988       | Australien             | Orica-AIS (2013)              |
| Barbara Guarischi        | 10. Februar 1990   | Italien                | Alé Cipollini (2014)          |
| Mieke Kröger             | 18. Juli 1993      | Deutschland            | Futurumshop.nl-Zannata (2014) |
| Alexis Magner            | 18. September 1994 | Vereinigte Staaten     | UnitedHealthcare (2015)       |
| Trixi Worrack            | 28. September 1981 | Deutschland            | AA Drink-Leontien.nl (2011)   |
|                          |                    |                        |                               |
| Quelle: Cycling Archives |                    |                        |                               |

## Erfolge
- Gesamtwertung Ladies Tour of Qatar: Trixi Worrack
- EPZ Omloop van Borsele: Barbara Guarischi
- 1. Etappe Gracia Orlová: Alena Amjaljussik
- 1. Etappe Auensteiner Radsporttage: Lisa Brennauer
- Deutsche Zeitfahrmeisterschaften: Trixi Worrack
- Deutsche Straßenmeisterschaften: Mieke Kröger
- Britische Straßenmeisterschaften: Hannah Barnes
- 4. Etappe Giro d’Italia Femminile: Tiffany Cromwell
- Gesamtwertung Thüringen Rundfahrt: Elena Cecchini
- 4. Etappe Boels Rental Ladies Tour: Lisa Brennauer